# Aínsa

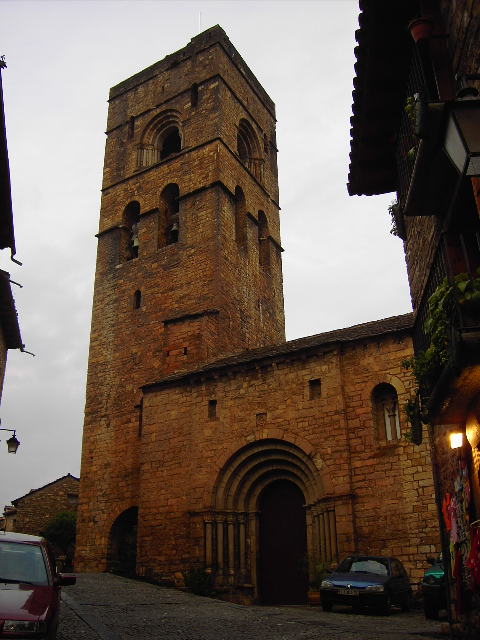
Kościół w Aínsa

Aínsa (arag. L’Aínsa) – miejscowość w Hiszpanii, w Aragonii, w prowincji Huesca, w comarce Sobrarbe, w gminie Aínsa-Sobrarbe.
Według danych INE z 2005 roku miejscowość zamieszkiwało 1295 osób. Wysokość bezwzględna miejscowości jest równa 589 metrów. Kod pocztowy do miejscowości to 22330.